# Oleria deronda
Oleria deronda är en fjärilsart som beskrevs av William Chapman Hewitson 1876. Oleria deronda ingår i släktet Oleria och familjen praktfjärilar. Inga underarter finns listade i Catalogue of Life.

## Bildgalleri

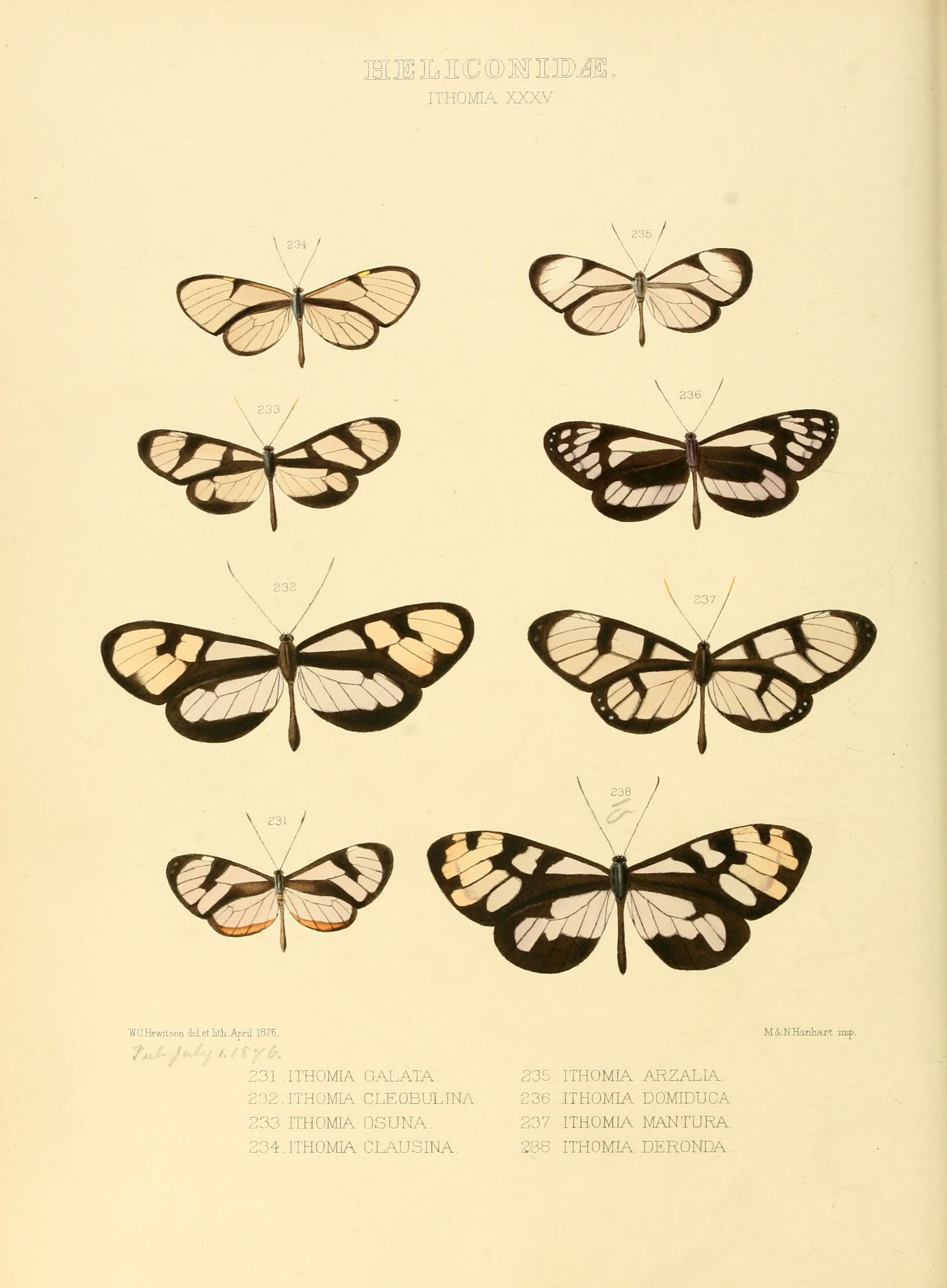